# LovelyBooks Community Award
Der LovelyBooks Community Award ist ein Literaturpreis, der seit 2009 unter dem Namen LovelyBooks Leserpreis von den Mitgliedern des Literaturnetzwerks LovelyBooks in verschiedenen Kategorien vergeben wird. Nach der Übernahme 2021 von LovelyBooks durch Hugendubel wurde die Auszeichnung 2022 erstmals unter den Namen LovelyBooks Community Award durchgeführt.
Er ist laut Börsenblatt der „größte von Leserinnen und Lesern vergebene Buchpreis im deutschsprachigen Raum“.
Im Jahr 2019 wurden 48 Preise in 16 Kategorien vergeben, es wurden 8000 Titel nominiert und 200.000 Stimmen abgegeben. Bei der Vergabe kooperiert LovelyBooks mit dem Kundenmagazin Buchjournal. In jeder Kategorie wird ein 1. (Gold), 2. (Silber) und 3. Preis (Bronze) vergeben.
Die Abstimmung verläuft in zwei Runden, nämlich einer Nominierungs- und einer Abstimmungsrunde. In der Nominierungsrunde können angemeldete Benutzer von LovelyBooks Bücher nominieren, die im Lauf der vorangegangenen 12 Monate in deutscher Erstausgabe erschienen sind. Pro Kategorie können drei Bücher nominiert werden. Bei den Kategorien wird unterschieden zwischen Haupt- und Sonderkategorien. Die Hauptkategorien beziehen sich dabei auf Gattung bzw. Genre, die Sonderkategorien auf Medium bzw. Aufmachung. Die Sonderkategorien waren 2019: Bestes Hörbuch, Bester Buchtitel, Bestes Buchcover und Bestes deutschsprachiges Debüt. Ein Titel kann nur in einer der Hauptkategorien nominiert werden und zusätzlich in einer oder mehreren Sonderkategorien. In der Abstimmungsrunde werden dann in jeder Kategorie die 35 am häufigsten nominierten Titel zur Wahl gestellt. Jeder Abstimmende hat in jeder Kategorie drei Stimmen.

## Liste der Preisträger
Gewinner des 1. Preises (Gold) in den jeweiligen Kategorien waren bislang:

### 2023
- Literatur: Natalie Haynes für STONE BLIND – Der Blick der Medusa[6]
- Unterhaltung: Sebastian Fitzek für Elternabend
- Krimi & Thriller: Sebastian Fitzek für Die Einladung
- Fantasy & Science Fiction: Rebecca Yarros für Fourth Wing – Flammengeküsst
- Jugendbuch – Belletristik: Jennifer Lynn Barnes für The Inheritance Games – Der letzte Schachzug
- Jugendbuch – Fantasy: Kerstin Gier für Vergissmeinnicht – Was bisher verloren war
- Kinderbücher: Britta Kiwit mit Illustrationen von Emily Claire Völker für Ach, das ist Familie?!
- Bilderbücher: Marisa Hart mit Illustrationen von Anne Stettner für So bin ich – Neue Fragen und Abenteuer mit deinen tierisch besten Freunden
- Liebesromane: Mona Kasten für Fragile Heart
- Historische Romane: Julia Quinn & Shonda Rhimes für Queen Charlotte – Bevor es die Bridgertons gab, veränderte diese Liebe die Welt
- Sachbuch und Ratgeber: Philipp Fleiter, Johannes & Peter Sich für Jack the Ripper – ein Fall für 'Verbrechen von nebenan
- Bestes Hörbuch: Rebecca Yarros, gelesen von Dagmar Bittner & Vincent Fallow für Fourth Wing – Flammengeküsst
- Bester Buchtitel: Brittainy C. Cherry FÜR Denn ohne Musik werden wir ertrinken
- Bestes Buchcover: Kerstin Gier, Illustrationen: Eva Schöffmann-Davidov für Vergissmeinnicht – Was bisher verloren war

### 2022
- Literatur: Bonnie Garmus für Eine Frage der Chemie[7]
- Unterhaltung: Taylor Jenkins Reid für Die sieben Männer der Evelyn Hugo
- Krimi & Thriller: Sebastian Fitzek für Mimik
- Fantasy & Science Fiction: Sarah J. Maas für Crescent City – Wenn ein Stern erstrahlt
- Jugendbuch – Belletristik: Jennifer Lynn Barnes für The Inheritance Games
- Jugendbuch – Fantasy: Tracy Wolff für Covet
- Kinderbücher: Sara Pennypacker und Jon Klassen für Mein Freund Pax – Die Heimkehr
- Bilderbücher: Marc-Uwe Kling und Astrid Henn für Das NEINhorn und die SchLANGEWEILE
- Liebesromane: Sarah Sprinz für Dunbridge Academy – Anywhere
- Historische Romane: Julia Quinn für Bridgerton – Neues von Lady Whistledown
- Sachbuch & Ratgeber: Gnu für Du schaffst das nicht
- Bestes Hörbuch: Sarah Sprinz, gesprochen von Leonie Landa und Sebastian Fitzner für Dunbridge Academy – Anywhere
- Bester Buchtitel: Ali Hazelwood für Die theoretische Unwahrscheinlichkeit von Liebe
- Bestes Buchcover: Mona Kasten für Lonely Heart (Covergestaltung: Jeannine Schmelzer[8])

### 2021
- Literatur: Walter Tevis für Das Damengambit[9]
- Unterhaltung: Matt Haig für Die Mitternachtsbibliothek
- Krimi & Thriller: Michael Tsokos für Abgetrennt
- Fantasy & Science Fiction: Jennifer L. Armentrout für Blood and Ash – Liebe kennt keine Grenzen
- Jugendbuch – Belletristik: Stefanie Hasse für Matching Night: Küsst du den Feind?
- Jugendbuch – Fantasy: Kerstin Gier für Vergissmeinnicht – Was man bei Licht nicht sehen kann
- Kinderbücher: Andreas Suchanek für Flüsterwald – Durch das Portal der Zeit
- Bilderbücher: Lupita Nyong’o für Sulwe
- Liebesromane: Barbara Leciejewski für Fritz und Emma
- Historische Romane: Evie Dunmore für Die Rebellinnen von Oxford – Verwegen
- Sachbuch & Ratgeber: Mai Thi Nguyen-Kim für Die kleinste gemeinsame Wirklichkeit
- Bestes Hörbuch: Sebastian Fitzek für Playlist
- Bester Buchtitel: Brittainy C. Cherry für Wie die Stille vor dem Fall. Erstes Buch
- Bestes Buchcover: Kerstin Gier für Vergissmeinnicht – Was man bei Licht nicht sehen kann (Illustratorin: Eva Schöffmann-Davidov[10])

### 2020
- Roman: Colleen Hoover für Verity[11]
- Krimi & Thriller: Sebastian Fitzek für Der Heimweg
- Fantasy & Science Fiction: Bianca Iosivoni und Laura Kneidl für Midnight Chronicles
- Jugendbuch/Belletristik: Stella Tack für Kiss Me Twice – Kiss the Bodyguard 2
- Jugendbuch/Fantasy: Sarah J. Maas für Crescent City 1 – Wenn das Dunkel erwacht
- Bilderbuch: Malene Walter für Fussel und der Mutausbruch
- Kinderbuch: Tanja Voosen für Die Zuckermeister – Der magische Pakt
- Liebesroman: Mona Kasten für Dream Again
- Erotischer Roman: Ivy Andrews für A single night
- Historischer Roman: Ken Follett für Kingsbridge – Der Morgen einer neuen Zeit
- Humor: Karsten Dusse für Das Kind in mir will achtsam morden
- Sachbuch und Ratgeber: Antonia C. Wesseling für Wie viel wiegt mein Leben?
- Bestes Hörbuch: Alice Hasters für Was weiße Menschen nicht über Rassismus hören wollen aber wissen sollten
- Bester Buchtitel: Brittainy C. Cherry für Wie die Ruhe vor dem Sturm
- Bestes Buchcover: Sarah J. Maas für Crescent City 1 – Wenn das Dunkel erwacht

### 2019
- Roman: Jojo Moyes für Wie ein Leuchten in tiefer Nacht
- Krimi & Thriller: Sebastian Fitzek für Das Geschenk
- Fantasy & Science Fiction: Marah Woolf für Zorn der Engel
- Jugendbuch/Belletristik: Ava Reed für Alles. Nichts. Und ganz viel dazwischen
- Jugendbuch/Fantasy: Marah Woolf für TausendMalSchon
- Bilderbuch: Marc-Uwe Kling für Das NEINhorn
- Kinderbuch: Jasmin Zipperling für Himmeldonnerglöckchen
- Liebesroman: Mona Kasten für Hope Again
- Erotischer Roman: Tommy Herzsprung für Forever – Solange wir uns halten
- Historischer Roman: Rebecca Gablé für Teufelskrone
- Humor: Renate Bergmann für Die Reste frieren wir ein
- Sachbuch und Ratgeber: Tanja Brandt für Die Eulenflüsterin
- Bestes Hörbuch: Kelly Oram für Cinder & Ella
- Bestes deutschsprachiges Debüt: Tami Fischer für Burning Bridges
- Bester Buchtitel: Ava Reed für Alles. Nichts. Und ganz viel dazwischen
- Bestes Buchcover: Lin Rina für Animants Welt

### 2018
- Roman: Matt Haig für Wie man die Zeit anhält
- Krimi & Thriller: Sebastian Fitzek für Der Insasse
- Fantasy & Science Fiction: Lin Rina für Animant Crumbs Staubchronik
- Jugendbuch: Sarah J. Maas für Das Reich der sieben Höfe – Sterne und Schwerter
- Kinderbuch: Britta Sabbag für Die kleine Hummel Bommel und die Zeit
- Liebesroman: Mona Kasten für Save Me
- Erotischer Roman: Erin Watt für Paper Paradise
- Historischer Roman: Ulrike Schweikert für Die Charité
- Humor: Renate Bergmann für Ich habe gar keine Enkel
- Sachbuch und Ratgeber: Tanja Brandt für Liebe verfliegt nicht
- Bestes Hörbuch: Marc-Uwe Kling für Die Känguru-Apokryphen
- Bestes E-Book Only: Andreas Suchanek für Das Erbe der Macht – Onyxquader
- Bester Buchtitel: Ava Reed für Die Stille meiner Worte
- Bestes Buchcover: Lin Rina für Animant Crumbs Staubchronik
- Das Beste aus 10 Jahren: Suzanne Collins für Die Tribute von Panem – Tödliche Spiele

### 2017
- Roman: Jojo Moyes für Im Schatten das Licht
- Krimi & Thriller: Sebastian Fitzek für Flugangst 7A
- Fantasy & Science Fiction: Joanne K. Rowling für Phantastische Tierwesen & wo sie zu finden sind
- Jugendbuch: Kerstin Gier für Wolkenschloss
- Kinderbuch: Sara Pennypacker für Mein Freund Pax
- Liebesroman: Mona Kasten für Trust Again
- Erotischer Roman: Erin Watt für Paper Princess
- Historischer Roman: Rebecca Gablé für Die fremde Königin
- Humor: Renate Bergmann für Besser als Bus fahren
- Sachbuch und Ratgeber: Barbara Pachl-Eberhart für Federleicht – Die kreative Schreibwerkstatt
- Bestes Hörbuch: Sebastian Fitzek für Flugangst 7A
- Bestes E-Book Only: Nicole Böhm für Die Chroniken der Seelenwächter – Vergiss mich nicht
- Bester Buchtitel: Anne Freytag für Den Mund voll ungesagter Dinge
- Bestes Buchcover: Joanne K. Rowling für Phantastische Tierwesen und wo sie zu finden sind

### 2016
- Roman: Jojo Moyes für Über uns der Himmel, unter uns das Meer
- Krimi & Thriller: Sebastian Fitzek für Das Paket
- Fantasy & Science Fiction: Ava Reed für Mondprinzessin
- Jugendbuch: Joanne K. Rowling für Harry Potter und das verwunschene Kind
- Kinderbuch: Cornelia Funke für Drachenreiter – Die Feder eines Greifs
- Liebesroman: Mona Kasten für Begin Again
- Erotischer Roman: Audrey Carlan für Calendar Girl – Verführt
- Historischer Roman: Tracy Rees für Die Reise der Amy Snow
- Humor: Eckart von Hirschhausen für Wunder wirken Wunder
- Sachbuch und Ratgeber: Stefan Krücken für Sturmwarnung
- Bestes Hörbuch: Sebastian Fitzek für Das Paket
- Bestes E-Book Only: Jennifer Wolf für Die Geschichten der Jahreszeiten
- Bester Buchtitel: Sebastian Niedlich für Das Ende der Welt ist auch nicht mehr das, was es mal war
- Bestes Buchcover: Sebastian Fitzek für Das Paket

### 2015
- Roman: Jojo Moyes für Ein ganz neues Leben
- Krimi & Thriller: Sebastian Fitzek für Das Joshua-Profil
- Fantasy & Science Fiction: Marah Woolf für MondSilberNacht
- Jugendbuch: Kerstin Gier für Silber – Das dritte Buch der Träume
- Kinderbuch: Britta Sabbag, Maite Kelly für Die kleine Hummel Bommel
- Liebesroman: Jojo Moyes für Ein Bild von dir
- Erotischer Roman: Anna Todd für After Passion
- Historischer Roman: Rebecca Gablé für Der Palast der Meere
- Humor: David Safier für Mieses Karma hoch 2
- Sachbuch und Ratgeber: Astrid Lindgren für Die Menschheit hat den Verstand verloren – Tagebücher 1939–1945
- Bestes Hörbuch: Julia Engelmann für Wir können alles sein, Baby
- Bestes E-Book Only: Valentina Fast für Royal – Ein Leben aus Glas
- Bester Buchtitel: Johannes Hayers, Felix Achterwinter für Schnall dich an, sonst stirbt ein Einhorn!
- Bestes Buchcover: Kerstin Gier für Silber – Das dritte Buch der Träume

### 2014
- Roman: Jojo Moyes für Weit weg und ganz nah
- Krimi & Thriller: Sebastian Fitzek für Passagier 23
- Fantasy: Marah Woolf für BookLess – Ewiglich unvergessen
- Science Fiction: Rick Yancey für Die fünfte Welle
- Jugendbuch: Kerstin Gier für Silber – Das zweite Buch der Träume
- Kinderbuch: Barry Jonsberg für Das Blubbern von Glück
- Liebesroman: Lori Nelson Spielman für Morgen kommt ein neuer Himmel
- Erotischer Roman: Samantha Young für Jamaica Lane – Heimliche Liebe
- Historischer Roman: Diana Gabaldon für Ein Schatten von Verrat und Liebe
- Humor: Marc-Uwe Kling für Die Känguru-Offenbarung
- Sachbuch und Ratgeber: Giulia Enders für Darm mit Charme
- Bestes Hörbuch: Hape Kerkeling für Der Junge muss an die frische Luft
- Bestes E-Book Only: Sandra Regnier für Die Pan-Trilogie
- Bester Buchtitel: David Levithan für Letztendlich sind wir dem Universum egal
- Bestes Buchcover: Kai Meyer für Die Seiten der Welt
- Beliebtester LovelyBooks Autor: Kerstin Gier

### 2013
- Roman: Jojo Moyes für Ein ganzes halbes Jahr
- Krimi & Thriller: Stephen King für Doctor Sleep
- Fantasy: Maggie Stiefvater für Wen der Rabe ruft
- Science Fiction: Jennifer Benkau für Dark Destiny
- Jugendbuch: Kerstin Gier für Silber – Das erste Buch der Träume
- Kinderbuch: Sven Nordqvist für Findus zieht um
- Liebesroman: Kristin Harmel für Solange am Himmel Sterne stehen
- Erotik: Sylvia Day für Crossfire – Versuchung
- Historischer Roman: Rebecca Gablé für Das Haupt der Welt
- Humor: Loriot für Spätlese
- Sachbuch und Ratgeber: Dorothea Seitz für Nana – … der Tod trägt Pink
- Bestes Hörbuch: Jojo Moyes für Ein ganzes halbes Jahr
- Bester Buchtitel: Ali Shaw für Der Mann, der den Regen träumt
- Bestes Buchcover: M. L. Stedman für Das Licht zwischen den Meeren
- Beliebtester LovelyBooks Autor: Kerstin Gier

### 2012
- Allgemeine Literatur: John Green für Das Schicksal ist ein mieser Verräter
- Spannung (Krimi, Thriller): Sebastian Fitzek für Abgeschnitten
- Romantik/Liebe/Gefühl: E. L. James für Shades of Grey – Geheimes Verlangen
- Fantasie/Science Fiction: Nalini Singh für Lockruf des Verlangens
- Historischer Roman: Ken Follett für Winter der Welt
- Kinder-/Jugendbuch: John Green für Das Schicksal ist ein mieser Verräter
- Sachbuch/Ratgeber: Steffen Möller für Expedition zu den Polen
- Hörbuch: Timur Vermes für Er ist wieder da
- Bester Buchtitel: Jenke von Wilmsdorff für Brot kann schimmeln, was kannst du?
- Bestes Cover/Umschlag: Ali Shaw für Das Mädchen mit den gläsernen Füßen

### 2011
- Allgemeine Literatur: Walter Moers für Das Labyrinth der Träumenden Bücher
- Spannung (Krimi, Thriller): Sebastian Fitzek für Der Augenjäger
- Romantik/Liebe/Gefühl: Cecelia Ahern für Ein Moment fürs Leben
- Fantasie/Science Fiction: Thomas Elbel für Asylon
- Historischer Roman: Rebecca Gablé für Der dunkle Thron
- Kinder-/Jugendbuch: Suzanne Collins für Die Tribute von Panem – Flammender Zorn
- Sachbuch/Ratgeber: Bettina Landgrafe für Weiße Nana
- Hörbuch: Jodi Picoult für In den Augen der anderen
- Bester Buchtitel (Sonderkategorie): Gaby Köster für Ein Schnupfen hätte auch gereicht
- Bestes Cover/Umschlag (Sonderkategorie): Ransom Riggs für Die Insel der besonderen Kinder

### 2010
- Allgemeine Literatur: Morgan Callan Rogers für Rubinrotes Herz, eisblaue See
- Spannung (Krimi, Thriller): Sebastian Fitzek für Der Augensammler
- Romantik/Liebe/Gefühl: Richard Paul Evans für Mein Winter mit Grace
- Fantasie/Science Fiction: Suzanne Collins für Die Tribute von Panem – Gefährliche Liebe
- Historischer Roman: Rebecca Gablé für Hiobs Brüder
- Kinder-/Jugendbuch: Kerstin Gier für Saphirblau
- Sachbuch/Ratgeber: Ulrich Detrois für Höllenritt
- Hörbuch: Edgar Rai für Nächsten Sommer
- Bester Buchtitel (Sonderkategorie): Angela S. Choi für Hello Kitty muss sterben
- Bestes Cover/Umschlag (Sonderkategorie): Kai Meyer für Arkadien brennt

### 2009
- Allgemeine Literatur: Markus Zusak für Die Bücherdiebin
- Spannung (Krimi, Thriller): Stieg Larsson für Vergebung
- Romantik/Liebe/Gefühl: Stephenie Meyer für Bis(s) zum Ende der Nacht
- Fantasie/Science Fiction: Suzanne Collins für Die Tribute von Panem – Tödliche Spiele
- Historischer Roman: Sabine Ebert für Blut und Silber
- Bester Buchtitel (Sonderkategorie): Martin von Arndt für Der Tod ist ein Postmann mit Hut
- Bestes Cover/Umschlag (Sonderkategorie): Suzanne Collins für Die Tribute von Panem – Tödliche Spiele
- Bester Klappentext (Sonderkategorie): John Boyne für Der Junge im gestreiften Pyjama